# Pcháč obecný
Pcháč obecný (Cirsium vulgare) je silně ostnatá plevelná rostlina s lodyhou vysokou až 150 cm kvetoucí nachovými nebo světle fialovými květy.

## Rozšíření

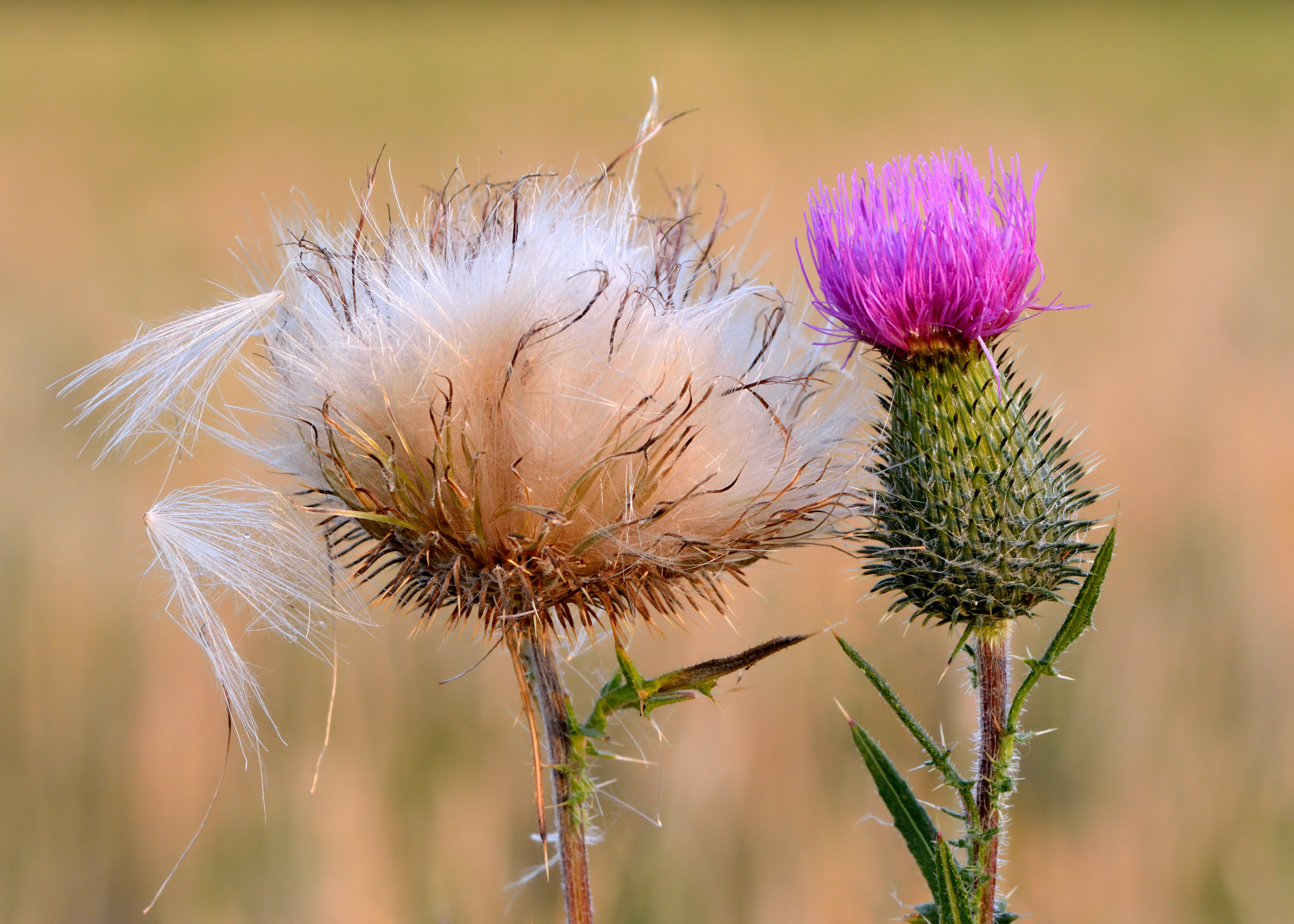

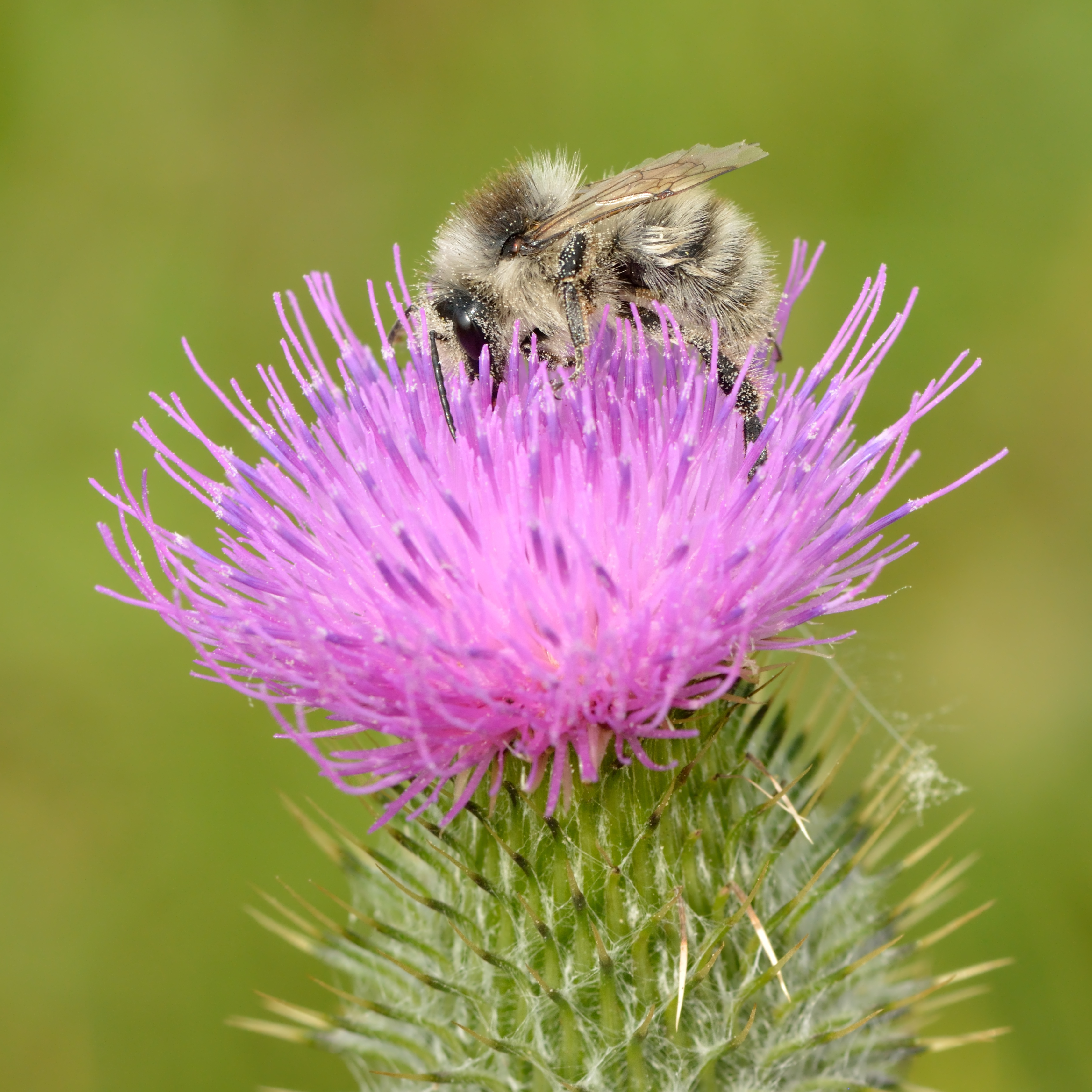

Původem je z Evropy a z mírného podnebného pásma Asie a severní Afriky. Druhotně se rozšířil do Severní Ameriky, Austrálie i na Nový Zéland.
Patří mezi světlomilné rostliny, na stinný místech roste na jižních svazích, na písečných dunách na severních. Typickými místy výskytu jsou úhory, málo udržovaná pole, louky a pastviny, skládky, rumiště, okraje lesů a cest, příkopy. Roste hlavně na živiny bohatých půdách kde je dostupná vláha.

## Popis
Je to dvouletá nebo krátce vytrvalá rostlina jejíž lodyha vyrůstá z hlavního vřetenovitého kořene dosahující až do hloubky 70 cm. Rýhovaná lodyha, po celé délce ostnatá se v horní části rozvětvuje. Listy jsou tuhé s vyniklými žlutými žilkami, na horní straně jsou zelené a na spodní běloplstnaté. V prvém roce ze semene vyroste těsně k zemi přiléhající listová růžice která přezimuje. Má pichlavé listy vejčité až obkopinaté, jejich čepele jsou ploché, mělce laločnaté až peřenoklané, v druhém roce se listy zkadeří, po vytvoření lodyhy často uschnou. V druhém roce z růžice vyraší květonosná lodyha hustě obrostlá po celé délce sbíhavě kopinatými až podlouhle kopinatými peřenoklanými nebo peřenodílnými listy, na rubu kadeřavě vlnatými. Listy mají dva, tři i více postranních laloků trojúhelníkového nebo vejčitě kopinatého tvaru zakončených dlouhými žlutavými ostny o délce 2 až 15 mm.
Nachové, světle fialové nebo bělavé květy jsou sestaveny v úborech o průměru od 3 do 5 cm. Úbory vyrůstají jednotlivě nebo jsou po dvou až třech sestaveny do chudého okolíku. Zákrov kulovitého nebo vejčitého tvaru o velikosti 2,5 až 3,5 cm bývá někdy jemně pavučinatý. Listeny zákrovu jsou na černohnědé špičce zakončeny ostny o délce 2 až 3,5 cm, vnější listeny jsou esovitě zakřivené. Květy jsou většinou oboupohlavné, někdy jsou květy po obvodu samičí nebo sterilní. Korunní trubka dosahuje délky 2,5 až 3,5 cm. Vykvétá v rozmezí července až října, rostlina kvete po dobu 1 až 6 týdnů. Květy jsou opylovány hmyzem, mohou se opylit vlastním i cizím pylem.
Plodem jsou vejčité žlutohnědé, hnědé nebo černě pruhované nažky 3 až 4 mm dlouhé s chmýrem o délce 20 až 30 mm. Opadavý pérovitý chmýr napomáhá při rozšiřování semen větrem, většina semen přesto doletí jen do vzdálenosti 1,5 násobku výšky rostliny. Průměrný jedinec vyprodukuje až 50 000 nažek, při samoopylení květů je jich míň a jsou větší. Protože se jedná o rostlinu monokarpickou, po vytvoření semen (což bývá v převážné ve druhém roce) lodyha i celá rostlina usychá.

## Význam
Pcháč obecný je řazen mezi plevelné rostliny, jeho škodlivost však není veliká. Rozmnožování lze úspěšně zabránit zamezením vysemenění, na kypřených nebo kosených pozemcích se proto nevyskytuje. V případě potřeby vymýcení rostlin vzešlých z náletu větrem roznesených nažek, např. z okrasného trávníku, se používá selektivní herbicid.
Hovězí dobytek se při pastvě jeho ostnatým listům a lodyhám záměrně vyhýbá a tím snižuje okolní konkurenci jiných rostlin. Čerstvá nebo usušená píce s pcháčem může způsobit dobytku poranění a záněty zažívacího ústrojí. Jeho semena jsou vítanou pochoutkou pro některé ptáky, například pro stehlíka.

## Kříženci
Jedná o proměnlivý druh s řadou vnitrodruhových taxonů. Je schopen vytvářet křížence s jinými druhy. Na území ČR byli nalezeni tito kříženci: Cirsium acaule × vulgare, Cirsium eriophorum × vulgare, Cirsium heterophyllum × vulgare, Cirsium oleacerum × vulgare, Cirsium palustre × vulgare.